# Mesosemia bella
Mesosemia bella is een vlindersoort uit de familie van de prachtvlinders (Riodinidae), onderfamilie Riodininae.
Mesosemia bella werd in 1890 beschreven door Sharpe.